# حبيب شوقي حمراوي
حمراوي حبيب شوقي (1 أغسطس 1962 في حيدرة، الجزائر) صحفي جزائري ومدير عام سابق في التلفزيون الجزائري ووزير الاتصال والثقافة سابقاً.

## مسيرته
بدأ حياته العملية صحفيا متعاونا في جريدة الوحدة ثم رئيس تحرير جريدة الطالب عام 1985 بعدها انتقل للعمل في التلفزيون الجزائري أين قدم عدداً من البرامج مثل برنامج «وجها لوجه» وبرنامج «وقفات» هذا الأخير الذي كان من أشهر البرامج آنذاك في التلفزيون الجزائري.
عام 1992 أصبح حمراوي حبيب وزيراً للثقافة والاتصال وعمره لم يتجاوز بعد الثلاثين، وفي 2 ديسمبر عام 1999 عينه الرئيس الجزائري عبد العزيز بوتفليقة بمرسوم رئاسي في منصب المدير العام للتلفزيون الجزائري.
في شهر مايو عام 2000 انتخب رئيساً للجنة العليا للتنسيق بين الفضائيات والإذاعات العربية، في 10 مايو عام 2002 انتخب أيضا في منصب رئيس المؤتمر الدائم للسمعي البصري في حوض البحر الأبيض المتوسط «كوبيام» لثلاث عهدات متتالية. كما ترأس لعدد من المرات مجموعات خبرة في كل من اليونيسكو والجامعة العربية. قام بتأسيس مؤسسة الفنك الذهبي وهي مؤسسة رائدة في الوطن العربي عملت في ظرف قياسي على تثمين الإنتاج التلفزيوني وتكريم نجومه الكبار وصانعيه.
تمت تنحيته من منصبه كمدير عام للتلفزيون الجزائري في 19 نوفمبر 2008 بقرار رئاسي ليخلفه في منصبه عبد القادر العلمي.
شغل منصب سفير الجزائر في رومانيا بعد رحيله من التلفزيون الجزائري، ثم عاد إلى أرض الوطن.

## وصلات خارجية
- المدير العام السابق للتلفزيون الجزائري - حمراوي حبيب شوقي